# Triceratella drummondii
Triceratella es un género monotípico de plantas con flores con una única especie, Triceratella drummondii Brenan, perteneciente a la familia Commelinaceae.
Es originario del sur de África tropical.

## Taxonomía
Triceratella drummondii fue descrito por John Patrick Micklethwait Brenan y publicado en Kirkia 1: 15. 1961.